# ピンマナ
座標: 北緯19度44分 東経96度12分 / 北緯19.733度 東経96.200度
ピンマナ (ビルマ語: ပျဉ်းမနား(မြို့)、ALA-LC翻字法: Pyañʻ" ma nā" (mrui')、IPA: [pjɪ́mməná (mjo̰)] ピンマナー(・ミョオ)、Pyinmana) は、ミャンマーのマンダレー地方域にある都市。同地方域の砂糖精製の中心地で、材木取引の町。人口10万人（2006年）。
国土のほぼ中心に位置し、ミャンマーの最大都市であるヤンゴンの約320キロメートル北にある。
2006年、西郊の軍用地にミャンマーの新首都ネピドーが誕生した。

## 歴史
ピンマナはかつて太平洋戦争中、日本軍に支援されたビルマ独立軍（後にビルマ国軍に改称）の基地があり、教育隊が置かれ、士官の養成や練兵を行っていた地である。
ピンマナで教育されたビルマ国軍は1945年日本軍に反旗を翻し、連合軍側に立場を変えて戦い、ビルマの日本軍を破るにあたり大役を果たした。この後もピンマナはビルマ陸軍の拠点であり、「ビルマの勝利」の象徴的な地であった。
また近郊には1970年代後半から国立科学研究センターがあるなど、ビルマ政府とも深い関係があった。